# 椎名葵
椎名 葵（しいな あおい、1979年10月4日 - ）は、日本の女優。
同名義で元宝塚歌劇団月組の娘役。東京都出身。身長162cm。趣味はフィギュアスケート。
- 芸能事務所はカロスエンターテイメント → TOM company。

## 略歴
- 1996年、宝塚音楽学校入学。84期生。
- 1998年、宝塚歌劇団入団。入団時の成績は11番。宙組公演『シトラスの風』で初舞台を踏む。その後、月組に配属。同期に未涼亜希、桐生園加、北翔海莉（元星組トップスター）、音月桂（元雪組トップスター）、白羽ゆり（元雪組トップ娘役）、遠野あすか（元星組トップ娘役）、仙堂花歩などかいる。
- スポーツニッポン紙面に2001年から連載された『乙女のヅカン第二弾』で花組・桜一花、雪組・白羽ゆり、星組・陽月華、宙組・美羽あさひ（組は当時）といった団員と共にリレー・エッセイを連載していた。
- 同期生の北翔海莉とは「サラン・愛」「ジャワの踊り子」をはじめ芝居・ショーでコンビを組むことが多く、月組のゴールデンコンビと渾名されることもあった。
- 2006年8月20日、東京宝塚劇場公演『暁のローマ/レ・ビジュー・ブリアン-きらめく宝石の詩-』をもって宝塚歌劇団を退団。
- 2008年5月より、宝塚歌劇団卒業生が多数在籍するフィットネスクラブ「目白椿の坂スタジオ」にてジャズ・ヒップホップダンス講師等を務めている。
- 2017年8月現在、TOM company所属。
- 2022年3月1日、宝塚時代の芸名の椎名葵に戻した。

## 出演

### 映画
- おやすみアンモナイト（2009年）
- TEARS IN HEAVEN（2010年）
- BLOODNESS（2011年）
- ひそひそ星（2016年）

### テレビドラマ
- 科捜研の女 第11シリーズ 第14話（2012年、テレビ朝日）
- サマーレスキュー〜天空の診療所〜 第3話（2012年、TBS）
- 金曜プレステージ特別企画「悪党」（2012年、フジテレビ）
- 足尾から来た女（2014年、NHK）
- 水曜ミステリー9 春の特選サスペンス「事故調」（2015年、テレビ東京）
- 遺留捜査（2015年、テレビ朝日）
- 土曜ワイド劇場「警視庁・捜査一課長〜ヒラから成り上がった最強の刑事！5」（2015年、テレビ朝日）
- 妻、小学生になる。 第1話（2022年1月21日、TBS） - 祐子 役

### ネット配信ドラマ
- 悪夢の童話〜現代版サイコホラー〜（2014年、BeeTV）
- フジコ（2015年11月13日配信、Hulu）

### 舞台
- 若山富三郎物語〜銀幕愚連隊〜（2010年）
- 女優（2010年）
- おーい竜馬青春篇 ザ・ラスト（2010年）
- L'espace du journal 〜日記の空間〜（2011年）

## 宝塚歌劇団時代の主な舞台出演
- 1999年11 - 12月、全国ツアー「うたかたの恋/ミリオン・ドリームズ」オフィーリア（劇中劇）
- 2001年11月、バウホール公演「血と砂」カルメン ＊西條三恵とWヒロイン
- 2002年6 - 7月、全国ツアー「サラン・愛」洪　栄琴（ホン・ヨングム）
- 2002年9 - 12月、「長い春の果てに／With a Song in My Heart」新人公演/フローレンス（本役・大空祐飛）
- 2003年4 - 8月、「花の宝塚風土記／シニョール ドン・ファン」新人公演/パトリシア（本役・紫城るい）
- 2004年4 - 5月、全国ツアー「ジャワの踊り子」アミナ ＊準ヒロイン
- 2005年2 - 5月、「エリザベート」ヴィンディッシュ嬢
- 2006年5 - 8月、「暁のローマ／レ・ビジュー・ブリアン」カルプルニア（カエサルの正妻） ＊退団公演